# Pilota Makhotkina
L'île Pilot Makhotkine (en russe : Остров Пилота Махоткина, ostrov Pilota Makhotkina), est une île de Russie située en mer de Kara.
Elle appartient à la division administrative du raïon dolgano-nénètse de Taïmyr dans le kraï de Krasnoïarsk.

## Géographie
L'île est située dans la partie sud-est de la mer de Kara, à l'est de l'île Taïmyr et est séparée de celle-ci par le détroit Vostotchnii (пролив Восточный) ; à leur point le plus proche, les deux îles sont distantes d'environ 1,3 km. À environ 2 km à l'ouest se trouve l'île Pilot Alekseïev, tandis qu'à 1,5 km au nord se trouve l'île Rozmyslov. Elle fait partie de la réserve naturelle du Grand Arctique.

## Histoire
Elle est nommée en l'honneur du pilote polaire soviétique Vassili Mikhaïlovitch Makhotkine (en russe : Василий Михайлович Махоткин).